# Наљчик
Наљчик (рус. На́льчик, кабар. Налшык, балк. Нальчик) град је у Русији и главни град аутономне републике Кабардино-Балкарије. Налази се на југозападу Русије. Познат је као бањско лечилиште. Наљчик се простире на 131 km². Према попису становништва из 2010. у граду је живело 240.095 становника.
Град се налази на надморској висини од 550 m, у подножју планине Кавказ. Кроз Наљчик протиче истоимена река.

## Географија
Површина града износи 67 km².

## Становништво
Према прелиминарним подацима са пописа, у граду је 2010. живело 240.095 становника, 34.879 (12,68%) мање него 2002.
| 1939.  | 1959.  | 1970.   | 1979.   | 1989.   | 2002.   | 2010.   |
| ------ | ------ | ------- | ------- | ------- | ------- | ------- |
| 47.970 | 87.617 | 145.690 | 207.406 | 234.547 | 274.974 | 240.203 |